# Cyclopteris
Genre
Cyclopteris est un genre éteint de fougères à graines, un groupe de fougères préhistoriques de la famille éteinte des Cyclopteridaceae et de l'ordre éteint des Medullosales.

## Taxinomie

### Liste des espèces
- † Cyclopteris collumbiana Schimper, 1862
- † Cyclopteris cuneata Carruthers, 1872
- † Cyclopteris digitata Ad. Brongniart, 1830
- † Cyclopteris elegans Lesquereux, 1854 - fossile datant du Carbonifère et trouvé en Pennsylvanie, aux États-Unis
- † Cyclopteris elegans Ung. Unger, 1856 - fossile datant du Dévonien et trouvé en Thuringe en Allemagne
- † Cyclopteris elegans (Achep.) Achepohl, 1883 - fossile trouvé en Westphalie, en Allemagne
- † Cyclopteris erosa Grand'Eury, 1877
- † Cyclopteris fimbriata Lesquereux, 1854
- † Cyclopteris obtusa
- † Cyclopteris reniformis Brongniart, 1830
- † Cyclopteris rhomboidea

### Noms en homonymie
- Cyclopteris Schrad. ex Gray (nom rejeté), sunonyme de Cystopteris Bernh.